# Osmotrofia
Osmotrofia é a designação dada em biologia e ecologia ao comportamento das células ou organismos que obtêm os nutrientes por absorção osmótica de substâncias dissolvidas. Ao contrário da fagotrofia, que é a captação de nutrientes por endocitose, sejam partículas (fagocitose) ou porções do líquido circundante (pinocitose), na osmotrofia a absorção é feita a partir do meio externo por osmose. Designa-se por mixotrofia a prática combinada de osmotrofia e fagotrofia.